# Лугова (Юргамиський район)
Лугова́ (рос. Луговая) — присілок у складі Юргамиського району Курганської області, Росія. Входить до складу Кіпельської сільської ради.
Населення — 61 особа (2010, 73 у 2002).